# Villette-d’Anthon
Villette-d’Anthon – miejscowość i gmina we Francji, w regionie Owernia-Rodan-Alpy, w departamencie Isère.
Według danych na rok 1990 gminę zamieszkiwały 3534 osoby, a gęstość zaludnienia wynosiła 155 osób/km² (wśród 2880 gmin regionu Rodan-Alpy Villette-d’Anthon plasuje się na 250. miejscu pod względem liczby ludności, natomiast pod względem powierzchni na miejscu 397.).